# Bergedorfer Brauereiteiche
Als Bergedorfer Brauereiteiche, seltener als Bergedorfer Brauereiteich, wird ein aus zwei fast vollständig durch einen Damm getrennten Gewässerteilen bestehender Teich in Hamburg-Bergedorf bezeichnet.

## Lage und Abmessungen
Das Gewässer ist etwa 1,50 Meter tief und hat eine Fläche von 0,67 ha. Es liegt zwischen der Chrysanderstraße und der Bille. Das Gewässer ist über Rohre mit der Bille verbunden.

## Geschichte
Die Teiche entstanden um 1865 für die Bergedorfer Actien-Brauerei. In ihnen gefror das Wasser der Bille, wurde sodann in großen Blöcken herausgeschlagen und mit einer Lorenbahn in die Eiskeller nahe der Chrysanderstraße transportiert, in dem auch das Bier und die Zutaten gelagert wurden. Dort taute es nur sehr langsam auf, so dass ein Teil des Eises auch im Sommer zum Kühlen verwendet und an die Bergedorfer Gasthäuser verkauft werden konnte. 1914 wurde die Anlage ähnlich wie viele andere im Großraum Hamburg von der Holsten-Brauerei übernommen, jedoch nur um sie zu schließen, denn das Ziel war es, möglichst ein Monopol für Holsten aufzubauen. Die Teiche blieben zurück und wurden der Natur überlassen. Auch den Eiskeller gibt es noch. Ein Tunnel führt dorthin.
Im Sommer 2022 plante das zuständige Bezirksamt ein Renaturierungsprojekt, mit dem das Gewässer Teil der Bille werden und ihr durch Ausbaggern zu einer höheren Fließgeschwindigkeit verhelfen soll, mit dem Ziel, die Meerforelle hier wieder anzusiedeln. Um die für sie nötige Strömungsgeschwindigkeit herzustellen, brauchte es eine Verengung des Flusslaufs und eine Einbeziehung und Entschlammung der Teiche. Der Start der Maßnahmen war für Herbst 2022 geplant.